# Bloody Mallory
Bloody Mallory is een Franse komische fantasyfilm uit 2002 geregisseerd door Julien Magnat.

## Verhaal
Mallory, Vena Cava en Talking Tina strijden samen met inspecteur Durand tegen de wezens van de onderwereld. Bij een gevecht tegen een mysterieuze gemaskerde demon wordt Durand gedood en raakt Tina in een coma. Even later blijkt dezelfde gemaskerde honderden kilometers verder de paus te hebben ontvoerd. Mallory en Vena Cava worden op deze zaak gezet en ze komen tegenover de gevallen engel Abaddon te staan. Samen met de vampier Lady Valentine en de mondloze Morphine probeert Abaddon de andere engelen te bevrijden om samen de wereld te veroveren en de mensheid te vernietigen.

## Rolverdeling
Hoofdpersonages:
- Mallory - Olivia Bonamy
- Vena Cava - Jeffrey Ribier
- Talking Tina - Thylda Barès
- De paus - Laurent Spielvogel
- Lady Valentine - Valentina Vargas
- Morphine - Sophie Tellier
- Inspecteur Durand - Thierry Perkins-Lyautey